# Architecte en chef du Dominion
L'architecte en chef du Dominion (en anglais : Chief Dominion Architect) est un poste créé en 1871 par le gouvernement du Canada pour l'aider à concevoir des bâtiments publics fédéraux au Canada.
Le poste est tombé en désuétude et est globalement repris par le Ministère des Travaux publics et des Services gouvernementaux.

## Liste
- Thomas Seaton Scott de 1872 à 1881 ;
- Thomas Fuller (en) de 1881 à 1896 ;
- David Ewart (en) de 1896 à 1914 ;
- Edgar Lewis Horwood (en) de 1915 à 1917 ;
- Richard Cotsman Wright (en) de 1918 à 1927 ;
- Thomas W. Fuller de 1927 à 1936 ;
- Charles D. Sutherland (en) de 1936 à 1947 ;
- Joseph Charles Gustave Brault (en) de 1947 à 1952 ;
- Edwin Alexander Gardner de 1952 à 1963 ;
- James Alfred Langford de 1963 à 1975.